# Hipocarnívoro

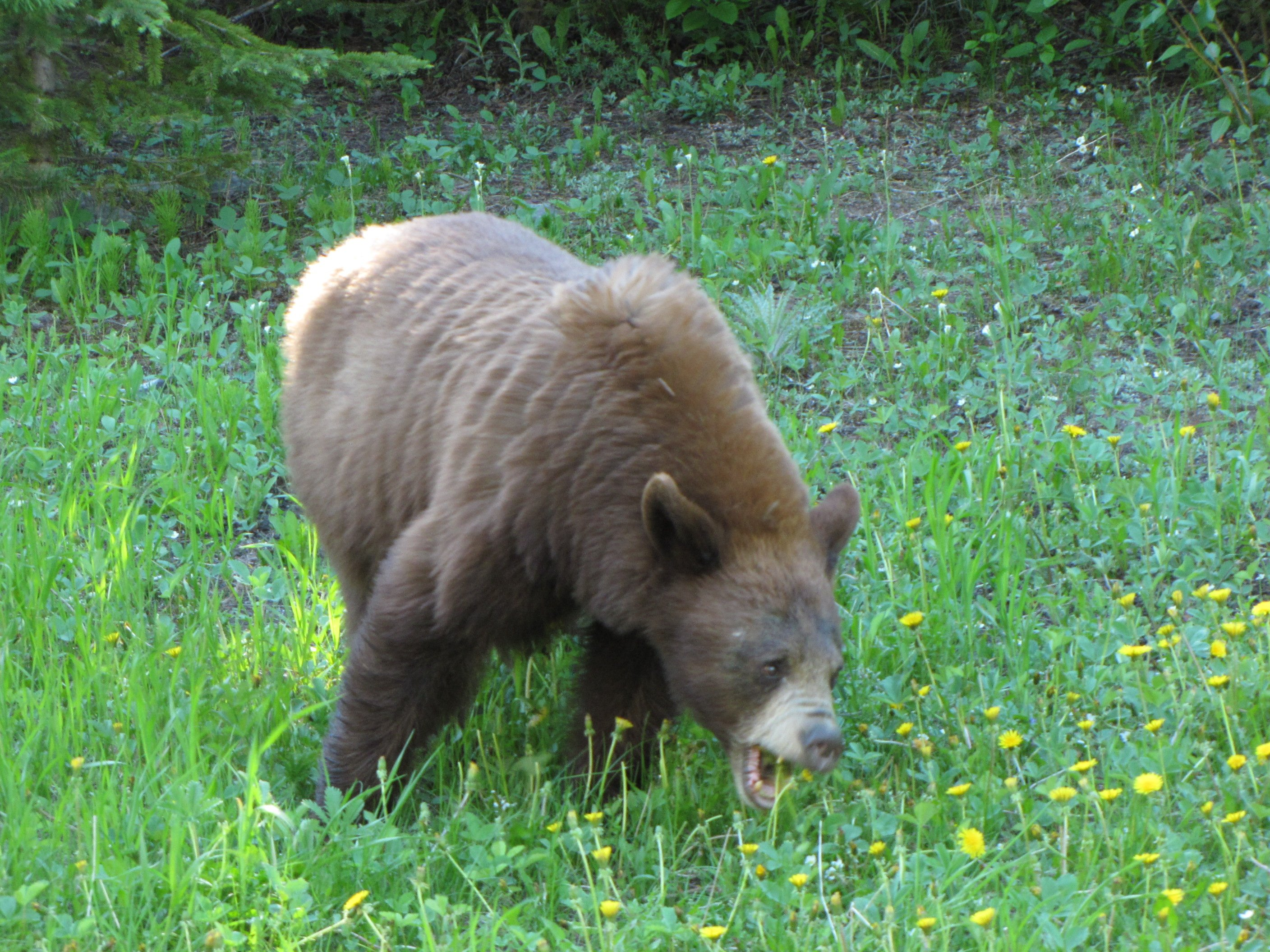
Um urso-negro comendo dentes-de-leão – um exemplo de hipocarnívoro.

Hipocarnívoro é um animal que consome menos de 30% de carne em sua dieta, majoritariamente composta de não vertebrados que podem incluir fungos, frutas e outros. .
Exemplos de hipocarnívoros existentes são o urso-cinzento (Ursus horribilis), o urso-negro (Ursus americanus), o binturong (Arctictis binturong), o jupará (Potos flavus)  e os seres humanos.
A divisão evolucionária dos carnívoros em três grupos, incluindo os hipocarnívoros e mesocarnívoros, aparenta ter ocorrido há cerca de 40 milhões de anos (Ma). O termo referente à "hipercarnivoria" é usado com frequência cada vez maior para escrever a  evolução inicial do grupo dos canídeos, a dependência cada vez maior dessa forma de alimentação tem uma história documentada   em um grupo que viveu na América do Norte, o Borophaginae durante o Mioceno (23,03 a 5,33 Ma). Vinte e cinco espécies de hipercarnívoros coexistiram no continente norte-americano há 30 milhões de anos. Uma mudança de hiper- para hipo- ocorreu ao menos três vezes durante o Oligoceno e o Mioceno em canídeos dos gêneros Oxetocyon, Phlaocyon e Cynarctus.
Grandes hipercarnívoros no gênero Ursus eram raros e desenvolveram do meio para o final do período Mioceno-Plioceno enquanto o Borophaginae se extinguia.

## Dentição
O exame da dentição mostra que o volume dos dentes molares pós-carniceiros expande-se nos hipocarnívoros e se reduz nos hipercarnívoros. A espécie Prohesperocyon (38 a 33.9 milhões de anos atrás) mostrava uma mudança na proporção relativa entre as funções de partir e mastigar, indicativos de uma mudança que saía da alimentação exclusivamente vertebrada para uma que também incluía frutas.